# 特龙桑 (热尔省)
特龙桑（法語：Troncens）是法国热尔省的一个市镇，属于米朗德区（Mirande）马尔西亚克县（Marciac）。该市镇总面积12.97平方公里，2009年时的人口为185人。

## 人口
特龙桑人口变化图示